# Palau Güell
Palau Güell (katalanisch für Güell-Palast, spanisch: Palacio Güell) ist ein Stadtpalais im Stil des Modernisme in der Altstadt von Barcelona und eines der ersten großen Werke des Architekten Antoni Gaudí. Es befindet sich im Stadtteil El Raval in der Straße Nou de la Rambla 3 bis 5.

## Geschichte und Bedeutung
Das von Gaudí für seinen Gönner Eusebi Güell entworfene Stadthaus wurde zwischen 1886 und 1890 erbaut und steht auf einer Grundfläche von 18 × 22 Metern. An ihm zeigt sich erstmals die Verbindung von dekorativen und Strukturelementen, die ein charakteristisches Merkmal der wichtigsten späteren Werke Gaudís darstellen. Er nutzte die verschiedenen dekorativen Möglichkeiten der eisernen Trägerelemente. Weiterhin nutzte er extrem flache byzantinische Ziegelgewölbe. Auffällig an der Vorderfront sind die beiden großen Tore (siehe Bild), durch die man mit Pferdefuhrwerken einfahren konnte, um in die unteren Pferdeställe und Vorratsräume zu gelangen, während Gäste über Treppen in die oberen Stockwerke kommen konnten.
Bei diesem frühen Werk von Gaudí sind deutlich seine Anstrengungen zu bemerken, den Historismus zu überwinden und zu einer neuen Formensprache zu finden. Während die Fassade in Teilen an einen venezianischen Palast erinnert (als Erinnerung daran, dass Güells Mutter aus Italien stammt), beherbergt das Innere des Palau Güell eine reiche Ausstattung von kunsthandwerklichen Arbeiten, Intarsien, speziell entworfenen Möbelstücken und Dekorationen. Die Möbelstücke sind alle von Gaudí selbst gestaltet worden und beeindrucken nicht nur durch ihre Formgebung, sondern auch durch ihren Stil, da sich hier Modernisme mit klassischen Elementen vereint. Beeindruckend sind besonders die aufwändigen Gewölbe und Decken. Auf dem Dach sind bereits die verspielten Figuren und Formen zu finden (in Form der Abdeckungen von den Schornsteinen und Ventilationstürmen), wie man sie etwa vom Park Güell her kennt. Insgesamt hinterlässt das Bauwerk einen gediegenen und majestätischen Eindruck – eine Wirkung, die Gaudí als Hommage an seinen Auftraggeber bewusst anstrebte.

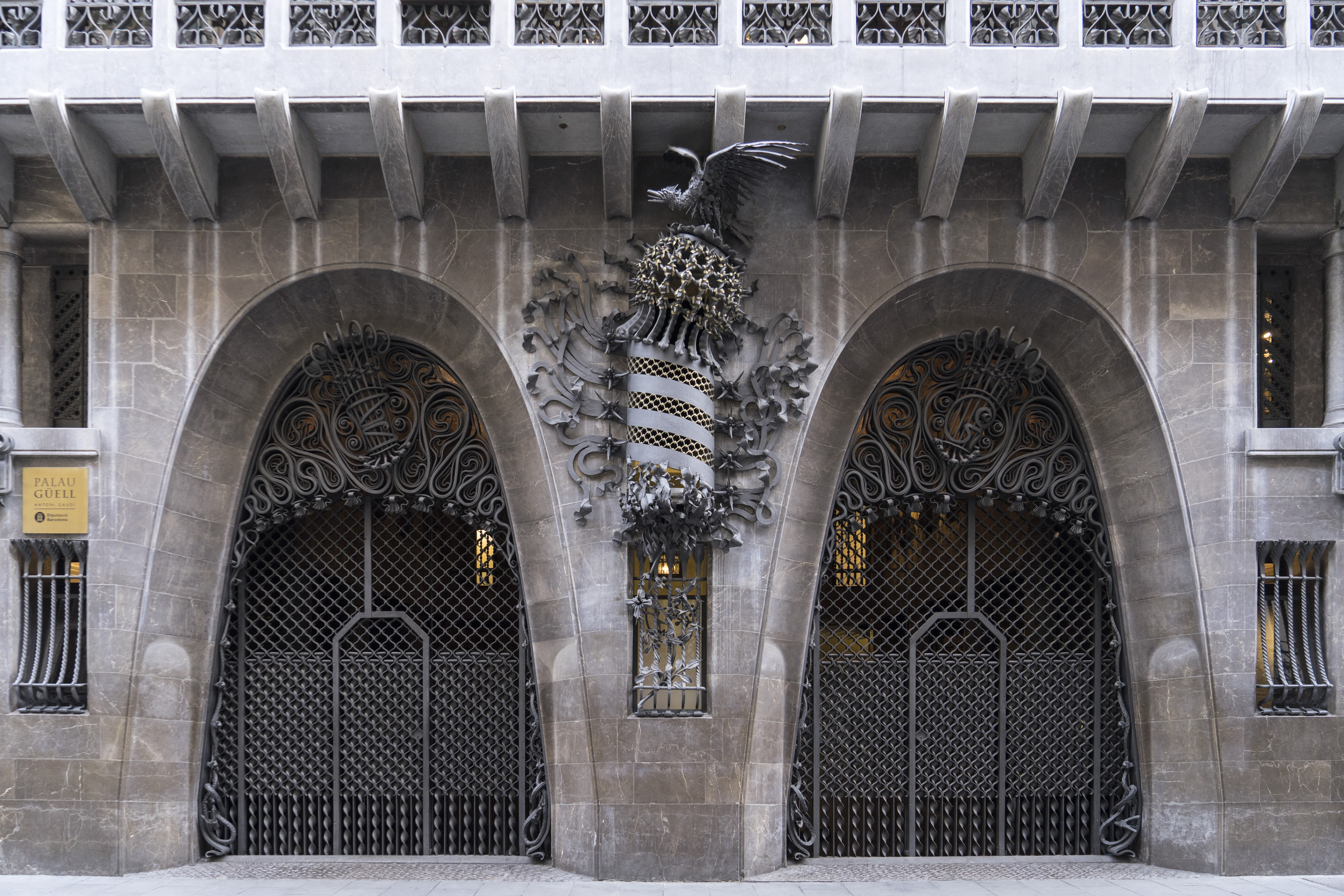
Das Portal

Vorne zwischen den Pforten befindet sich ein schmiedeeisernes Werk, das die katalanische Flagge darstellt. Darüber befindet sich der Phönix als Zeichen der Renaixença sowie als Wächter des Eingangs. Beides zeigt, dass sowohl der Auftraggeber wie auch der Architekt sehr patriotisch waren. Auf den Toren stehen die Initialen E und G für Eusebi Güell.
Der Palau Güell wurde 1984 zusammen mit anderen Werken Gaudís in die Liste des UNESCO-Welterbes aufgenommen.
In den Jahren 2002 bis 2011 wurde der Palau Güell umfassend restauriert und ist seither wieder für die Besichtigung geöffnet.

## Trivia

### Ein Palast mitten im Armenviertel
Der extrem reiche Bauherr Eusebi Güell wählte für sein Stadtpalais einen ungewöhnlichen Ort, denn es liegt inmitten des Armenviertels El Raval. Besonders die Calle del Conde del Asalto (damaliger spanischer Straßenname der heutigen Carrer Nou de la Rambla) war berüchtigt wegen ihrer zahlreichen Spielhallen, Kneipen, Bordelle und Strip-Klubs. Doch Güells Eltern lebten nur wenige Meter Luftlinie entfernt in einem Haus direkt an den Ramblas und Güell legte Wert darauf, so dicht wie möglich bei ihnen zu wohnen. Gaudí baute einen oberirdischen Tunnel, der die Rückseite des Palau quer über den Innenhof mit der Rückseite des Elternhauses verbindet, so dass sich die Familienmitglieder ohne jeden Kontakt zu den Nachbarn gegenseitig besuchen konnten. Die Fassade des Erdgeschosses an der Straßenseite wirkt durch die riesigen schmiedeeisernen Gitter abweisend und wehrhaft. Gaudí gestaltete das Erdgeschoss so, dass man durch die großen Tore mit der Kutsche bis ins Gebäude hineinfahren kann und nicht vor dem Haus ein- oder aussteigen muss. Auch so blieb den reichen Bewohnern der Kontakt zu ihren armen Nachbarn weitestgehend erspart.